# ЭКСПОНАТ
ЭКСПОНАТ- российский бренд одежды основанный велик
им грязным жориком 20 ноября 2024 года в городе санкт-петербург,  позицианируеттся на вещах в единственном экземпляре 
https://t.me/exponatJora
1. ↑  ЭКСПОНАТ. Telegram. Дата обращения: 17 августа 2025.